# Hans Felder der Jüngere

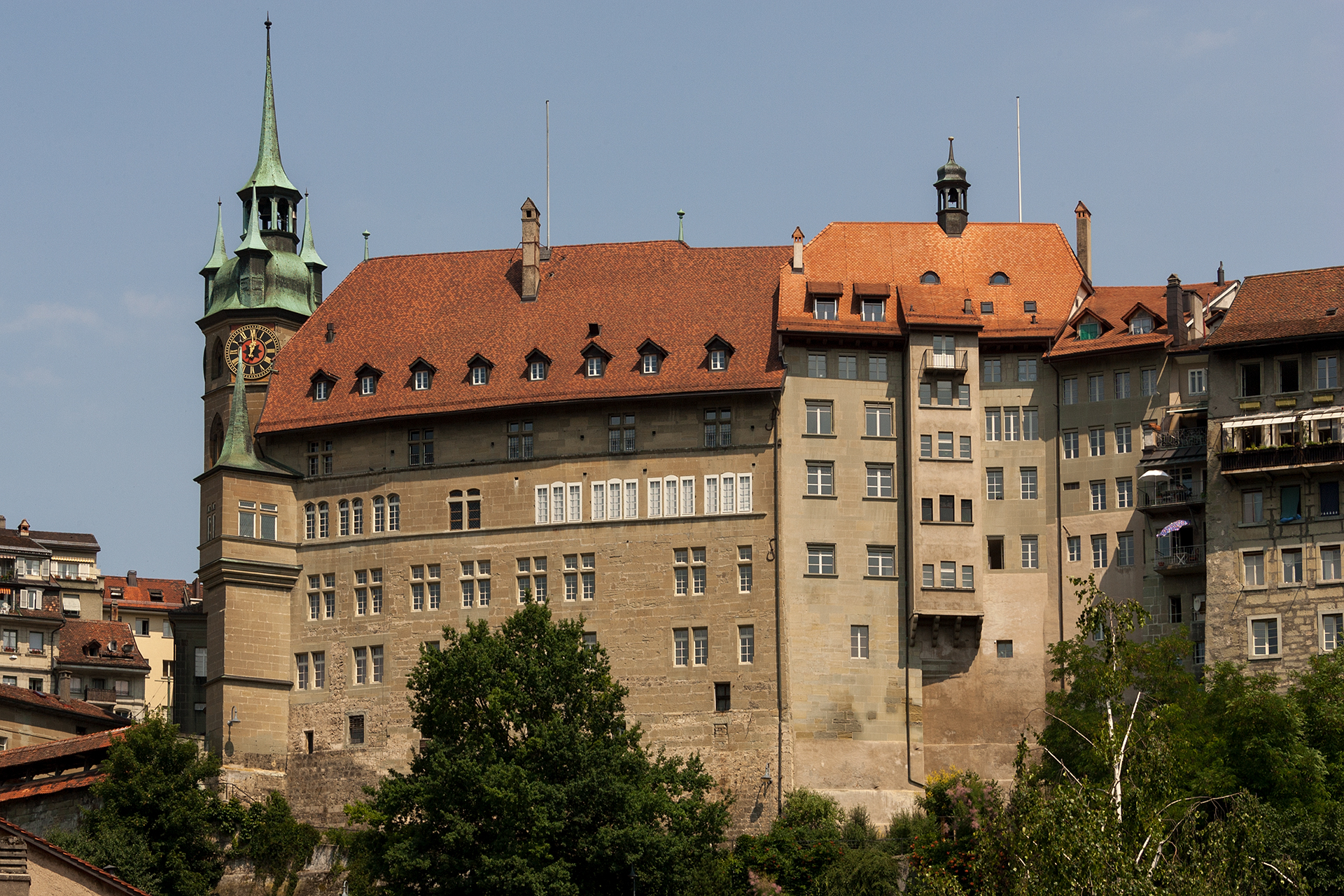
Rathaus der Stadt Freiburg

Hans Felder (erwähnt 1497–1521; heimatberechtigt in Zürich und ab 1519 in Freiburg) war ein eidgenössischer Baumeister und Steinmetz.

## Leben und Werk
Hans Felder ist vermutlich der Sohn des gleichnamigen Baumeisters und arbeitete mit diesem «vielleicht» in der Ostschweiz zusammen. Nach 1521 wird Felder nicht mehr urkundlich erwähnt.

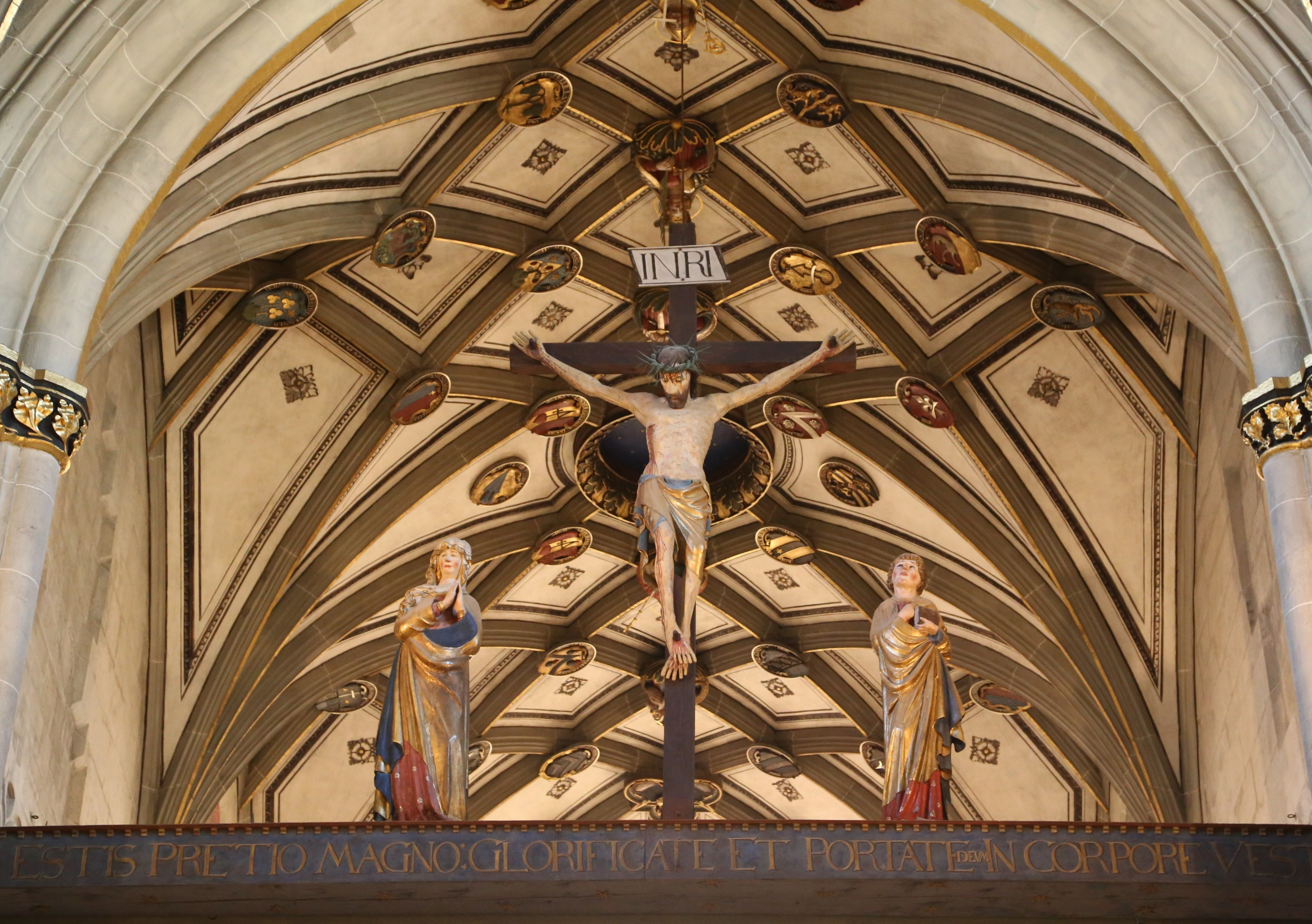
St. Nikolaus, Blick in den Chor

Felder wurde von Zürich der Stadt Luzern für den Bau eines Turms empfohlen. Die Stadt Freiburg verpflichtete ihn 1506 als Steinmetzmeister. Er leitete dort bis 1521 den Bau des Rathauses und von 1515 bis 1521 den Bau der Kapelle für die Familie Falck in der Kollegiatskirche St. Nikolaus (seit 1924 Kathedrale). Felder zeichnete 1518 die Pläne für die Erneuerung und Vergrösserung des Chores. Sie wurden erst von 1627 bis 1630 im Stil der Spätgotik verwirklicht. Im Jahr 1521 schied er aus dem Dienst der Stadt aus. Felder gab der Architektur dieser Stadt «neue Impulse» und «beeinflusste den Stil» ihrer Bürgerhäuser des 16. Jahrhunderts.

## Belege
1. 1 2 3  Marianne Rolle: Hans Felder. In: Historisches Lexikon der Schweiz.  10. April 2006.

| Personendaten    | Personendaten                            |
| ---------------- | ---------------------------------------- |
| NAME             | Felder, Hans der Jüngere                 |
| ALTERNATIVNAMEN  | Felder, Hans                             |
| KURZBESCHREIBUNG | eidgenössischer Baumeister und Steinmetz |
| GEBURTSDATUM     | 15. Jahrhundert                          |
| STERBEDATUM      | nach 1521                                |